# Reece Prescod
Reece Prescod (ur. 29 lutego 1996) – brytyjski lekkoatleta specjalizujący się w biegach sprinterskich.
W 2017 zajął 7. miejsce w finale biegu na 100 metrów podczas mistrzostw świata w Londynie. Rok później został srebrnym medalistą mistrzostw Starego Kontynentu w Berlinie w biegu na 100 metrów. Podczas mistrzostw świata w Eugene (2022) wywalczył brązowy medal w biegu rozstawnym 4 × 100 metrów.
Wielokrotny złoty medalista mistrzostw Wielkiej Brytanii.

## Osiągnięcia
| Rok  | Impreza                   | Miejsce   | Konkurencja        | Lokata     | Wynik |
| ---- | ------------------------- | --------- | ------------------ | ---------- | ----- |
| 2017 | Mistrzostwa świata        | Londyn    | bieg na 100 m      | 7. miejsce | 10,17 |
| 2018 | Mistrzostwa Europy        | Berlin    | bieg na 100 m      | 2. miejsce | 9,96  |
| 2021 | Igrzyska olimpijskie      | Tokio     | bieg na 100 m      | półfinał   | DQ    |
| 2022 | Mistrzostwa świata        | Eugene    | bieg na 100 m      | eliminacje | 10,15 |
| 2022 | Mistrzostwa świata        | Eugene    | sztafeta 4 × 100 m | 3. miejsce | 37,83 |
| 2022 | Mistrzostwa Europy        | Monachium | bieg na 100 m      | 7. miejsce | 10,18 |
| 2023 | Halowe mistrzostwa Europy | Stambuł   | bieg na 60 m       | 8. miejsce | 6,64  |
| 2023 | Mistrzostwa świata        | Budapeszt | bieg na 100 m      | półfinał   | 10,26 |

## Rekordy życiowe
- Bieg na 60 metrów (hala) – 6,49 (2023)
- Bieg na 100 metrów – 9,93 (2022) / 9,88w (2018)
- Bieg na 200 metrów – 20,31 (2021)